# Stupid Spoiled Whore Video Playset
«Stupid Spoiled Whore Video Playset» («Paris Hilton: crea tus vídeos como Tonta, Puta, Malcriada» en Hispanoamérica, «Crea videos con Puta, Estúpida y Malcriada» en España) es el episodio número 123 de la serie de animación South Park de Comedy Central. Se emitió originalmente en EE. UU. el 1 de diciembre de 2004. Este fue uno de los episodios incluidos en el DVD South Park: The Hits DVD.

## Argumento

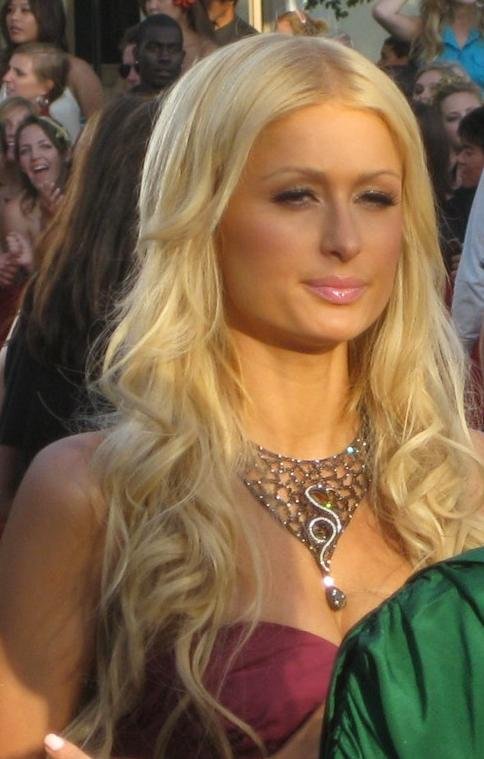
Paris Hilton

Paris Hilton abre una nueva tienda, “Tonta, puta y malcriada,” en el centro comercial. Entonces, Wendy Testaburger y sus amigas descubren, entre otras cosas, ropa obscena y un perfume llamado "Skanque." Wendy se horroriza ante el fanatismo de todas las mujeres. Después de aquel día, Wendy se angustia al descubrir que sus amigas han comprado el juego de "Crea tus videos con puta estúpida y malcriada, que contiene un filtro de visión nocturna, dinero de juguete, un teléfono móvil, y ¡16 pastillas de éxtasis!" Mientras que Hilton sufre por el repentino suicidio de su perra, Tinkerbell, descubre a Butters jugando en la calle, y decide llevárselo para reemplazar a su mascota, disfrazándole de oso y poniéndole el nombre de "Señor Biggles."
Wendy cuenta sus frustraciones a su padre, que la acompaña a la tienda de Hilton. Mientras que inicialmente se horroriza, se ve manipulado por mujeres de South Park y aconseja a Wendy "¡Que ha de ser la mejor puta consentida de todas!" La amiga de Wendy, Bebe, organiza una fiesta de sexo en su casa, pero rehúsa invitar a Wendy, ya que no es suficientemente "guarra". Las niñas provocan en el colegio a los chicos para que acepten la invitación (que están más asustados que excitados), excepto a Eric Cartman, el cual se siente frustrado.
Al mismo tiempo, Butters presenta a Paris Hilton a sus padres. Hilton les ofrece 200 millones de dólares por el niño, y mientras que discuten la propuesta en privado, Hilton se lleva a Butters a la cama en minifaldas. El ingenuo Butters palpa con curiosidad la vulva de Hilton, creyendo que es un animal que vive en sus bragas. Finalmente, Hilton ofrece por el chico 250 millones de dólares.
En la fiesta de Bebe, las niñas "guarras" le hacen cosas terribles a los chicos. Mientras, Wendy pide ayuda al novio del señor Garrison, el Señor Esclavo, la mayor puta que conoce, y así intentar ser una zorra como las demás chicas. Él le explica a Wendy que no puede enseñarle a ser una puta porque es algo con lo que se nace, entonces ambos irrumpen en la fiesta.  Mientras, Butters escapa de Paris Hilton después de haber visto su álbum de fotos de mascotas muertas y entra en la fiesta. Hilton, que le sigue, escucha al señor Slave que le dice a las chicas: "Paris Hilton no es nadie. Tiene mucho dinero, pero es una desconsiderada, sin ningún tipo de talento" Los dos comienzan a discutir sobre quien es la más puta, y Paris desafía al señor Slave a un concurso de putas.
En el concurso, Hilton comienza con una representación de actos eróticos, terminando su acto metiéndose una piña entera por la vagina. El señor Esclavo contraataca quitándose los pantalones, saltando sobre Hilton y engulléndola entera con su culo. El señor Esclavo amansa a la multitud con su apasionado discurso diciéndoles que no necesitan imitar a Paris Hilton. Las chicas admiten su error, volviendo con Wendy; y Butters está feliz de haber escapado de las garras de Hilton. El discurso del señor Slave parece haber llegado a todos los adultos de South Park, excepto a los padres de Butters, los cuales están disgustados al haber perdido los 250 millones de dólares, castigando al niño.
Mientras tanto, Paris se encuentra dentro del ano del Señor Slave, y para su sorpresa, se le aparece un príncipe rana, el cual le dice que para salvar su vida debe dirigirse al intestino delgado o de lo contrario morirá.